# Catocala inconstans
Catocala inconstans là một loài bướm đêm trong họ Erebidae.